# Mana (Algieria)
Mana (ar. منعة, fr. Menaa) – miasto w północnej Algierii, w prowincji Batina.